# Gnophos generosa
Gnophos generosa là một loài bướm đêm trong họ Geometridae.